# De Ark (Landgraaf)
De De Ark is een protestants kerkgebouw in Schaesberg in de gemeente Landgraaf in de Nederlandse provincie Limburg. De kerk staat aan de straat Op de Heugden. Op zo'n 200 meter ten noordoosten ligt de Heilige-Familiekerk.

## Geschiedenis
Vanaf 1947 groeide het aantal leden en daarom werd er in 1959 besloten om een nieuwe kerk te bouwen. Er werd toen allereerst een noodkerk gebruikt.
De eerste steen werd gelegd op 27 mei 1967 en op 16 december 1967 werd de kerk in gebruik genomen. De kerk was van het ontwerp van architect Peter Sigmond.

## Opbouw
De kerk is een eenvoudige bakstenen zaalkerk gedekt door drie evenwijdige markant gevormde zadeldaken. Deze zouden de zeilen van een schip symboliseren.